# 小行星3495
小行星3495（3495 Colchagua）是一颗绕太阳运转的小行星，为主小行星带小行星。该小行星于1981年7月2日发现。

## 轨道参数
小行星3495的轨道半长轴为3.2160994 UA，离心率为0.122。